# Грималовка
Грима́ловка (укр. Грималівка) — село в Бродовской городской общине Золочевского района Львовской области Украины.
Находится в 6 км к северо-западу от села Лешнев и в 24,5 км по автодорогам к северу от города Броды.

## История
В XIX веке — деревня округа Броды края Золочев Галиции.
По переписи 1880 года было 609 жителей, из них около 148 римских католиков, 438 греческих и 23 иудея. Деревне принадлежало 1855 моргов земли, в том числе 645 моргов леса. Имелись филиал школы и таможенное управление.
В 1934 году построена деревянная Введенская церковь, позднее относившаяся к ПЦУ.
К началу Второй Мировой Войны село входило в состав гмины Лешнев Бродовского повята Тарнопольского воеводства Польши.
В 1939 году здесь проживало около 840 человек, в том числе 530 украинцев, 10 поляков и примерно 140 польских колонистов, 155 латинников и 5 евреев.
В том же году село вошло в состав Львовской области УССР, в 1968 и 1978 годах входило в состав Лешневского сельсовета.
В 1989 году население составляло 244 человека (106 мужчин, 138 женщин).
По переписи 2001 года население составляло 231 человек, все назвали родным языком украинский.
Имеются фельдшерско-акушерский пункт, народный дом общества «Просвита», библиотека.